# 성남시의 교통
성남시의 교통은 경기도 성남시의 교통체계에 대한 설명이다. 주요 대중교통수단은 도시형버스, 직행좌석버스를 비롯한 시내버스와 서울로 나가는 분당선 전철 및 시외로 연결하는 고속버스와 시외버스 등이다.

## 철도
성남시의 도시철도 노선은 현재 신분당선과 한국철도공사에서 운영중인 분당선과 서울교통공사가 운영하는 수도권 전철 8호선이 있다.
또한 경강선이 완공되어 분당구에서 광주시와 이천시, 여주시로의 연결되었다.
- 코레일

● 수도권 전철 수인·분당선
(성남시 중원구) ← 야탑역 - 이매역 - 서현역 - 수내역 - 정자역 - 미금역 - 오리역 → (용인시 수지구)
● 경강선
판교역 - 성남역 - 이매역 → (광주시 광남동)
- 서울교통공사

● 수도권 전철 8호선
(서울특별시 송파구) ← 남위례역 - 산성역 - 남한산성입구역 - 단대오거리역 - 신흥역 - 수진역 - 모란역
- 신분당선주식회사(네오트릭스)

● 수도권 전철 신분당선 (2011년 10월 28일 개통)
(서울특별시 서초구) ← 판교역 - 정자역 - 미금역  → (용인시 수지구)

## 버스
서울로 연결하는 버스는 주로 빨간색 도색을 가진 좌석버스와 광역버스가 대부분을 차지하고 있으며, 분당구 관내를 연결하는 경기도 버스는 수원시나 용인시, 화성시, 오산시, 광주시, 안양시, 군포시, 의왕시, 과천시, 부천시, 고양시, 하남시 등 인접지역과도 바로 연결된다. 현재 시내버스 요금 체계는 수도권 통합요금제를 따른다. 2008년 9월 20일에 수도권 통합요금제 도입과 함께 이용수요가 많은 정류소 4개소 이내만 정차하여 목적지로 빠르게 운행하는 간선급행버스가 분당지역에 다수 신설되었다. 이때 광화문역에서 회차하던 직행좌석버스 / 광역버스의 대부분이 서울역 회차로 변경되며 일부 노선이 단축되는 등 조정이 있었다. 아래의 노선은 성남시를 경유하거나 성남시 면허인 시내버스 노선이다.

### 고속버스 / 공항버스 / 시외버스
분당선 야탑역 부근에 성남종합버스터미널 (야탑터미널)이 자리잡고 있어, 성남시와 전국 주요도시, 경기도 및 기타 지방을 연결하는 고속버스 및 시외버스를 이용할 수 있다. 이 외에도 인천국제공항, 김포국제공항, KTX 광명역 등을 연결하는 노선이 있는데 오리역을 기점으로 미금역, 정자역, 서현역을 경유하여 해당 목적지로 항하는 노선과, 구시가지에서 목적지를 연결하는 노선 두 종류가 있다.
| 노선 번호     | 운행업체 | 운행구간      | 운행구간 | 운행구간  | 경유지 | 배차         | 시간표                                                                      |
| ------------- | -------- | ------------- | -------- | --------- | --- | ------------ | --------------------------------------------------------------------------- |
| 3007 시외버스 | 경기고속 | 성남터미널    | ↔        | 와수리    | 장지역, 가락시장역, 잠실역, 장현, 양문, 운천, 신철원                                                                                   | 4회          | 07:10, 11:10, 15:00, 18:30                                                  |
| 3300 시외버스 | 경기고속 | 성남터미널    | ↔        | 전곡 연천 | 모란역, 가천대역, 가락시장역, 잠실역, 의정부, 양주역, 덕계동, 동두천, 송내지구, 동두천역, 소요산역, 학담, 한탄강, 전곡, (통현리, 연천) | 40~60분      | 연천 행은 일부 회차 운행                                                    |
| 5000 공항버스 | 경기고속 | 운중동        | ↔        | 인천공항  | 판교테크노밸리, 판교역 | 11회         | 05:30, 06:30, 07:30, 09:00, 11:00, 13:00, 15:00, 16:00, 17:00, 19:00, 20:00 |
| 5100 공항버스 | 경기고속 | 세이브존      | ↔        | 김포공항  | 모란역, 야탑역, 이매역, 서현역 | 30분 34회    |                                                                             |
| 5200 공항버스 | 경기고속 | 단국대 오리역 | ↔        | 김포공항  | 미금역, 정자역, 수내역, 서현역 | 30분 31회    |                                                                             |
| 5300 공항버스 | 경기고속 | 을지대입구    | ↔        | 인천공항  | 모란역, 야탑역, 이매역, 서현역 | 20~30분 35회 |                                                                             |
| 5400 공항버스 | 경기고속 | 단국대 오리역 | ↔        | 인천공항  | 미금역, 정자역, 수내역, 서현역 | 20~30분 42회 |                                                                             |

## 도로

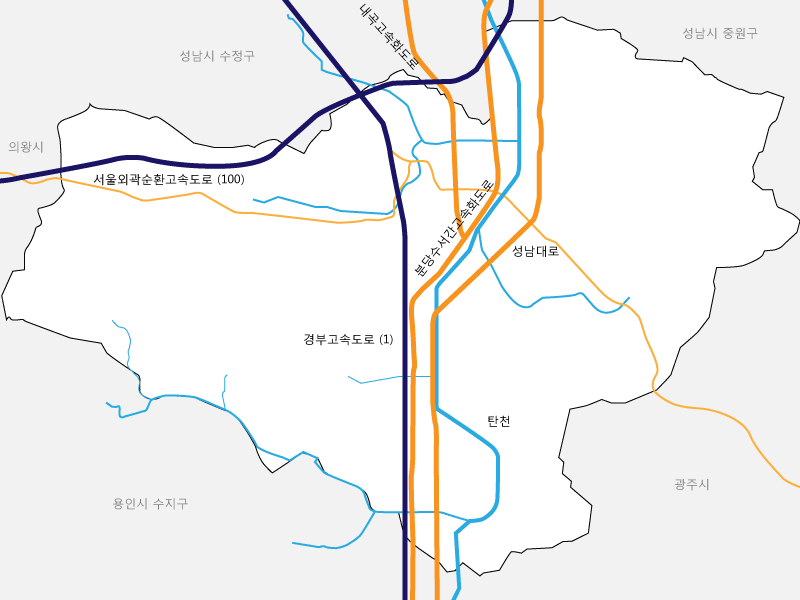
분당구의 주요 간선 도로망

- 경부고속도로 판교 나들목, 판교 분기점
- 서울과의 도로연결은 성남대로를 통한 송파구로의 진입, 경부고속도로, 분당내곡로를 통한 강남구, 서초구로의 진입, 분당수서로 (동부간선도로)를 통한 송파구, 강남구, 광진구로의 진입으로 주로 분담한다.
- 남북축인 성남대로를 중심으로 시가지가 펼쳐져 있어, 주 이동통로가 된다.

## 같이 보기
- 성남시의 시내버스